# 努瓦尔略
努瓦尔略（法語：Noirlieu，法語發音：[nwaʁljø]）是法国马恩省的一个市镇，属于香槟沙隆区。

## 地理
努瓦尔略（48°56'45"N, 4°48'38"E）面积13.73 平方千米，位于法国大東部大區马恩省，该省份为法国东北部内陆省份，北起阿登省，西北接埃纳省，西南接塞纳-马恩省，南至奥布省，东南接上马恩省，东临默兹省。
与努瓦尔略接壤的市镇（或旧市镇、城区）包括：埃庞斯、孔托、多马坦-瓦里蒙、雷米库尔、圣马尔叙勒蒙、索姆耶夫尔。

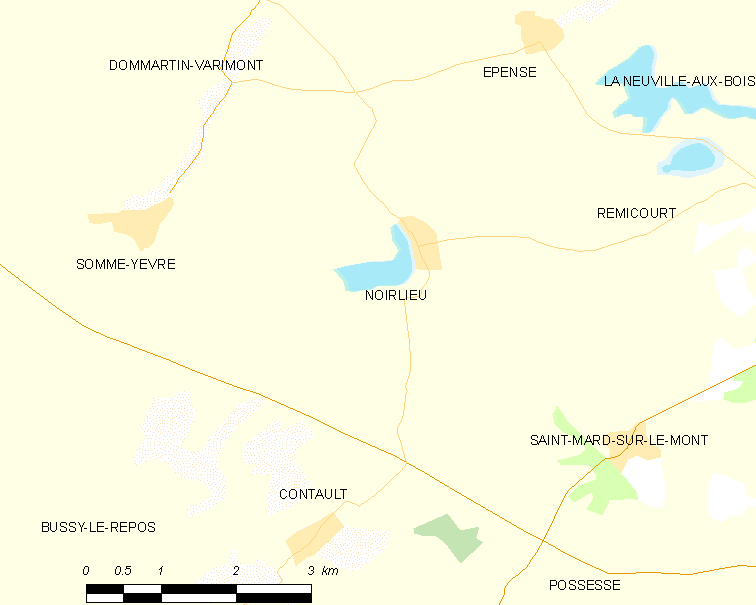
努瓦尔略的OSM定位图

努瓦尔略的时区为UTC+01:00、UTC+02:00（夏令时）。

## 行政
努瓦尔略的邮政编码为51330，INSEE市镇编码为51404。

## 政治
努瓦尔略所属的省级选区为阿戈讷-叙普-韦勒县。

## 人口

1962-2008年间努瓦尔略人口变化图示

努瓦尔略于2022年1月1日时的人口数量为110人。